# Pierre Marcoux
Pour les articles homonymes, voir Marcoux.
Pierre Marcoux (12 juillet 1731 - 9 juillet 1797) est un homme politique du Bas-Canada. 

## Biographie
Sa famille était originaire de Cry, dans l'Yonne, en France, est arrivée au Québec vers 1652.
Il était le député de Hertford de 1792 à 1796 à la Chambre d'assemblée du Bas-Canada pour le parti canadien. 